# Empire (Michigan)
Empire is een plaats (village) in de Amerikaanse staat Michigan, en valt bestuurlijk gezien onder Leelanau County.

## Demografie
Bij de volkstelling in 2000 werd het aantal inwoners vastgesteld op 378.
In 2006 is het aantal inwoners door het United States Census Bureau geschat op 376, een daling van 2 (-0.5%).

## Geografie
Volgens het United States Census Bureau beslaat de plaats een oppervlakte van
3,2 km², waarvan 3,0 km² land en 0,2 km² water.

## Plaatsen in de nabije omgeving
De onderstaande figuur toont nabijgelegen plaatsen in een straal van 24 km rond Empire.